# Chitoniscus erosus
Chitoniscus erosus är en insektsart som beskrevs av Ludwig Redtenbacher 1906. Chitoniscus erosus ingår i släktet Chitoniscus och familjen Phylliidae. Inga underarter finns listade i Catalogue of Life.